# Pterocephalus brevis
Pterocephalus brevis är en tvåhjärtbladig växtart som beskrevs av Coulter. Pterocephalus brevis ingår i släktet Pterocephalus och familjen Dipsacaceae. Inga underarter finns listade i Catalogue of Life.

## Bildgalleri

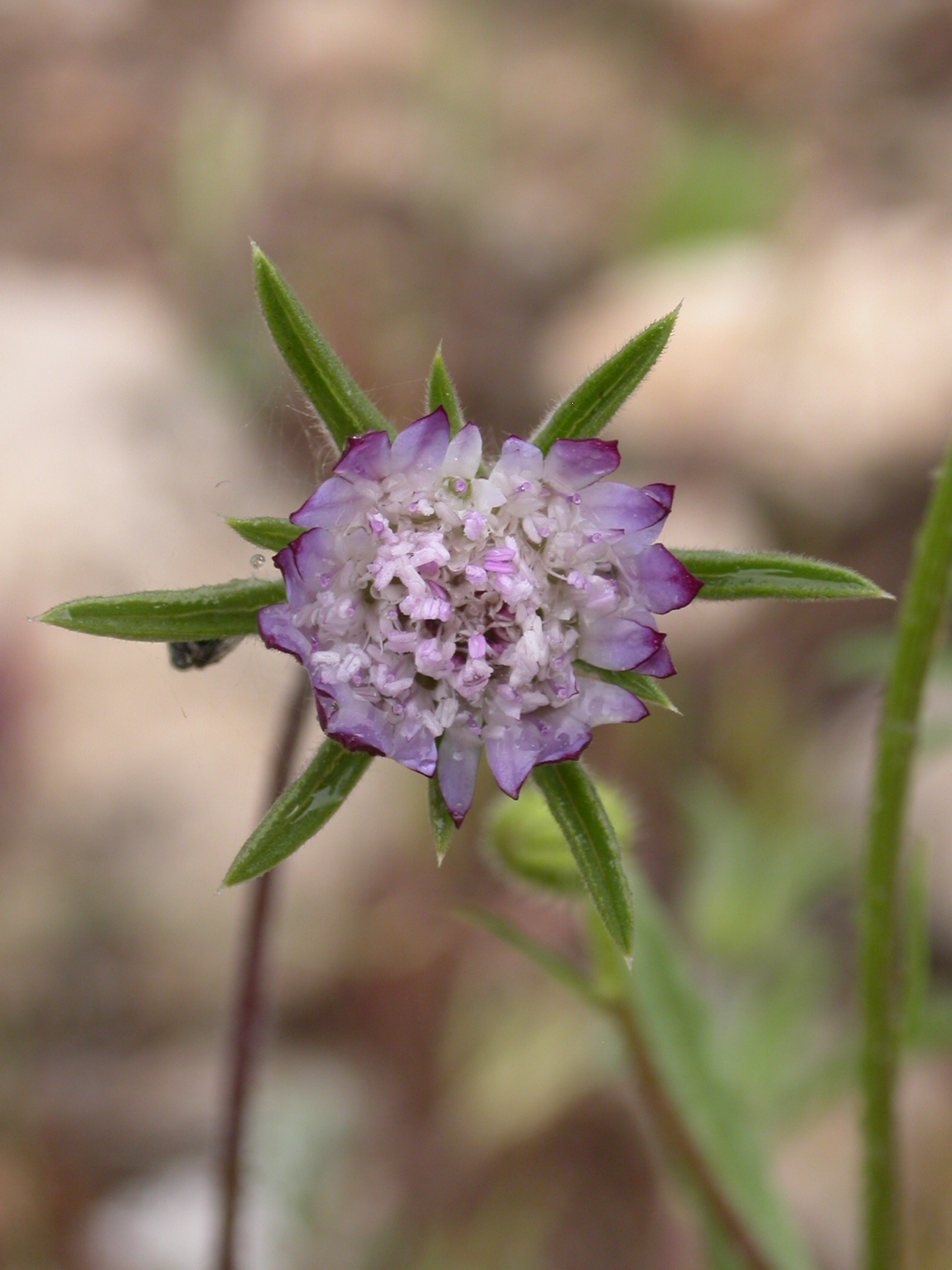